# Tankréd
A Tankréd germán eredetű férfinév, jelentése: gondolat + tanács.

## Gyakorisága
Az 1990-es években szórványos név, a 2000-es években nem szerepel a 100 leggyakoribb férfinév között.

## Névnapok
- május 6.[2]
- július 6.[2]